# سرزمین‌های مرزی (فیلم)
سرزمین‌های مرزی (انگلیسی: Borderlands) یک فیلم علمی تخیلی کمدی اکشن آمریکایی محصول ۲۰۲۴ به نویسندگی و کارگردانی الی راث است. این فیلم بر پایهٔ مجموعهٔ بازی ویدئویی به همین نام ساختهٔ گیرباکس سافت‌ور است. در این فیلم کیت بلانشت نقش لیلیث را بازی می‌کند: قانون‌شکنی که با تیمی از افراد ناهماهنگ اتحاد تشکیل می‌دهد تا دختر گمشدهٔ قدرتمندترین مرد جهان را پیدا کند. دیگر بازیگران فیلم را کوین هارت، جک بلک، ادگار رامیرس، آریانا گرینبلات، فلوریان مونتئانو، جینا گرشان و جیمی لی کرتیس تشکیل می‌دهند.
سرزمین‌های مرزی نخستین بار در ۶ اوت ۲۰۲۴ در سالن نمایش چینی گرامن در لس آنجلس به نمایش درآمد و در ۹ آگوست توسط لاینزگیت در ایالات متحده اکران شد. این فیلم از سوی منتقدان با نقدهای منفی روبه‌رو شد و ۱۸٫۹ میلیون دلار در سراسر جهان فروش داشت، در حالی که در بودجهٔ ساخت آن ۱۱۰ تا ۱۲۰ میلیون دلار بود.